# 許皓甯
許皓甯(1988年8月12日)，中醫師、複雜生活節 （页面存档备份，存于）發起人、獨立書店引書店老闆、2018市議員選舉台中市北屯區市議員參選人
現為北屯龍中醫中醫診所院長，臨時動議有限公司營運長

## 經歷
畢業於國立彰化高級中學、中國醫藥大學中醫學系畢業，曾自發性待業一年，連續承辦各校文學營。新詩小說散文皆有創作與獲獎，近期代表作品收錄在粉絲專頁「病態美學 （页面存档备份，存于）」，在其中負責大部分的文字描寫。
曾任世界醫學生年會活動副主席、台灣醫學生聯合會培訓部長、 海峽兩岸醫學生交流活動論壇顧問、中國醫藥大學文學藝術研究社創社社長、耕莘青年寫作會 （页面存档备份，存于）總幹事、走電人電影文化事業有限公司 （页面存档备份，存于）桌遊文學營講師、龍顏FUN書獎初審 評審
曾任職時代力量台中黨部副執行長，中區年金改革會議青年代表，2018年1月，代表時代力量參選臺中市北屯區議員。

## 複雜生活節
複雜生活節是一場屬於八年級生的聚會，邀請包含大學生玩簡報、臺大音樂節、秘密讀者、每天為你讀一首詩、Hahow 好學校、移人工作室 …… 等 30 組團體或個人進行分享，表演來賓是年輕族群中火紅的「勸世宗親會」，為期兩天、售出兩百多張票。活動中聚集的團隊涵蓋設計、教育、文學、權益抗爭等多元領域，並且不一定是已商轉、擁有廣大影響力的所謂成功者。
為什麼取作「複雜生活節」，總召之一許皓甯說，除了「分舞台同時多軌進行」的活動形式相像外，也算是頑皮借用了簡單生活節的相對意義，「如果說去簡單生活節的是一群嚮往簡單美好生活的人，那我們這邊有一群工作狂、總是把生活搞得很累，就叫複雜生活節好了。」

## 遭反年改群眾推打踢胸
2017年7月在台中中興大學舉辦的年金改革中區座談會，許皓甯受邀與會，在問路時，被門外反年改團體推倒在地、掐頸痛罵「垃圾」。時隔8個月，他收到一張警局到案說明通知，原以為是警方找到打他的人，沒想到是他在同一個場子，有人告他過失傷害

## 文學獎榮譽
2013 全國醫學生文學獎 現代詩 評審獎 
2012 中興湖全國文學獎 現代詩 首獎 
2012 喜菡文學網第二屆 小說獎 評審獎 
2008 全國學生文學獎 現代詩 首獎

## 外部連結
- 許皓甯的Facebook專頁
- 時代力量台中黨部的Facebook專頁
- 病態美學的Facebook專頁
- 複雜生活節官方網站 （页面存档备份，存于）